# Wim Jansen (docent)
Wim (Willem Hendrik) Jansen (Amsterdam, 7 maart 1948 – Katwijk, 2 februari 2024) was een Nederlandse ingenieur en taalkundige. Hij was van 2002 tot 2013 hoogleraar leerstoel Interlinguïstiek en Esperanto in Amsterdam.

## Levensloop
Jansen studeerde in 1970 in Delft af als ingenieur in de lucht- en ruimtevaarttechniek, waarna hij ging werken bij het Europees Ruimteagentschap (ESA), waar hij zich onder andere bezighield met het het organiseren van onderzoek naar gewichtsloosheid. In zijn vrije tijd verdiepte hij zich in talen, waaronder Esperanto. In 1989 voltooide hij een tweede academische opleiding: vergelijkende taalwetenschap en Baskisch aan de universiteit van Leiden.
Jansen publiceerde het eerste Baskisch-Nederlandse woordenboekje en een elementair leerboek Baskisch voor de Amerikaanse markt. 
Na zijn carrière in de Europese ruimtevaart, die liep tot 1998, werd hij actief als publicist en als taaldocent in het volwassenenonderwijs. Vanaf 2002 bekleedde hij als bijzonder hoogleraar in deeltijd de leerstoel Interlinguïstiek en Esperanto aan de Universiteit van Amsterdam. Hij doceerde het keuzevak interlinguïstiek (wetenschap van de kunstmatige talen) en Esperanto en deed onderzoek naar de natuurlijke wijze waarop sprekers van het Esperanto blinde plekken in de grammatica van deze taal aanvullen.